# Joe Besser
Joe Besser, nacido como Joseph Besser (San Luis, Misuri, 12 de agosto de 1907-North Hollywood, 1 de marzo de 1988), fue un actor y humorista teatral y cinematográfico estadounidense, de origen judío.

## Biografía
Desde edad muy temprana fua animado por su familia para dedicarse a la actuación. En algún momento incluso llegó a comentar: "aprendí más en el teatro que en la escuela". Su carrera comenzó en 1928 y se dedicó enteramente a la comedia. 
Joe era un joven muy independiente y emprendedor. Trabajó como repartidor de Western Union, un demostrador de canciones para una tienda de partituras llamada Waterson, Berlin & Snyder, y un distribuidor de folletos para el Fox Theater Circuit en St. Louis. A los trece años, Joe había decidido convertirse en un mago profesional. Su mago favorito, Thurston Howard, aparecía anualmente en St. Louis. Cada vez que Thurston estaba en la ciudad, Joe ansiosamente iba detrás del escenario para preguntarle al mago de fama mundial si podía unirse a su acto. Cada vez que Thurston respondió: "Cuando seas un poco mayor, hablaremos de eso". ¡Thurston le dio a Besser la misma respuesta durante cinco años! 
Finalmente, en 1920, la noche en que el acto de Thurston cerró en St. Louis, Joe observó con avidez cómo los actores cargaban todo el escenario y los baúles en un tren de carga cercano. Besser recordó: "Estaba tan ansioso por unirme a su acto que me escondí esa noche en el tren con el acto de Thurston a bordo, en dirección a Michigan. A la mañana siguiente, cuando el tren llegó a Detroit, Thurston y su gerente me encontraron profundamente dormido sobre la jaula del león. Contactaron a mis padres para decirles dónde estaba, y desde ese día fui parte del acto ". En el escenario, Joe frustraría cómicamente las hazañas de prestidigitación de Thurston. Él entraba de puntillas entre la audiencia y buscaba en el bolsillo del abrigo de Thurston, sacando flores trucadas y otros accesorios de la tienda de magia.
En 1923, una vez que Besser descubrió que la comedia era su fuerte, decidió abandonar a Thurston y pasó a servir como asistente de mago de Madame Herrmann; seis meses después se convirtió en asistente de utilería de Queenie DeNeenen, una intérprete de la cuerda floja del circo. Finalmente, Joe se asoció con varios actos de vodevil, incluido el popular equipo de comedia Alexandria y Olsen, que protagonizó John Olsen, el hermano de Chic del equipo de comedia de Olsen y Johnson.
La carrera de Joe fue encontrando rápidamente una dirección; su búsqueda actual, en 1928, fue la de un comediante solista. Mientras estaba de gira, le presentaron a una bailarina de Allan K. Foster, Erna Dora Kretschmer, quien acortó su nombre a Erna Kay y luego fue apodada Ernie. Cortejaron durante cuatro años y se casaron el 18 de noviembre de 1932. Durante su cortejo, Ernie se desempeñó como coreógrafa en la película de Paramount de 1929 The Cocoanuts, con los Hermanos Marx,
Ya antes de unirse a Los Tres Chiflados en sustitución de Shemp Howard en 1956, era conocido y había actuado en distintos filmes e incluso en varios programas de televisión.
Joe era también famoso por su personaje denominado "Stinky" en el Show de Abbott y Costello (actuó en 13 episodios), y por la voz de "Babu" en la tira humorística "Jeannie" de Hanna Barbera. 
A fines de los años '30, Columbia Pictures le ofreció a Besser un contrato exclusivo y lo ubicó en películas y comedias cortas. Hizo su debut en pantalla en un corto de 1938, "Cuckoorancho". Sus créditos en Columbia incluyen "Hey, Rookie!" (1944) con Ann Miller y Larry Parks, "Eadie Was a Lady" (1945) y "Talk About a Lady" (1946), con Jinx Falkenburg. En varias de sus comedias cortas se lo ve haciendo un dúo cómico con Jim Hawthorne.
Joe no socializó mucho durante sus horas de trabajo, e incluso después. Iba directo al grano cuando se trataba de actuar. Y rara vez Besser tomaba la iniciativa para trabar nuevas amistades. Solamente iba al estudio, hacía su trabajo y regresaba a su casa para dedicarse a una vida tranquila. En lo que hace a su asociación con los Chiflados, con quienes no se vio fuera de la pantalla, Joe no tenía más que gratos recuerdos. Besser rememora, "Moe y Larry fueron grandes. Nos divertimos mucho y no tuve problemas con ellos. Los conocía de cuando estaban con Ted Healy, y después de esa época, seguí sus carreras. Estoy contento de haberme unido a los Chiflados y nunca me arrepentí de ello." 
Sin embargo, su humor excesivamente ingenuo y un tanto amanerado no se ajustó del todo al tipo de comedia que en general tuvieron Los Tres Chiflados en toda su carrera anterior. Aunque su ingreso le dio vitalidad y energía al grupo, ya de por sí bastante vapuleado debido a las dos muertes anteriores.
Después de dos años y sólo dieciséis cortos realizados con Los Tres Chiflados, Columbia decidió no renovarles el contrato para 1958 y cerró definitivamente su departamento de cortos.
Joe Besser se alejó del grupo a principios de ese año, cuando su esposa sufrió un infarto, y de ahí en adelante participó en películas de la 20th Century Fox, en comedias de Jerry Lewis y en muchos shows televisivos de la década del '60, principalmente en el show de Joey Bishop.
Es reconocible en dos películas del dúo cómico Abbott y Costello: en "Africa Screams" (1949), donde curiosamente actúa junto a Shemp Howard, y en "Abbott and Costello meet the Keystone Kops" (1954), donde hace un breve cameo.
Entre sus pasatiempos, le gustaba construir juguetes para dárselos a los chicos de su barrio. Joe Besser era también muy aficionado a las presentaciones de magia.
Sus comediantes favoritos eran Jack Benny y Abbott y Costello, y Ann Miller su elección como actriz. Joe no vio todos los cortos que hizo con los Chiflados, pero su favorito era "Flying Saucer Daffy" (1958). En cambio sus admiradores prefieren "Hoofs and Goofs" (1957) y "A Merry Mix-Up" (1957).
El 1 de marzo de 1988, Joe Besser fue encontrado muerto en su residencia de North Hollywood de un ataque al corazón, tenía 80 años de edad. Catorce meses más tarde, su esposa Ernie falleció de un shock séptico el 1 de julio de 1989.
"Amo trabajar para niños. Ellos son mis mejores admiradores, mi mejor audiencia y mis mejores amigos.", dijo. "Mi emoción más grande es que los niños gusten de mí. Mientras esto suceda, estaré hecho."